# Nan-ning
Nan-ning (čínsky pchin-jinem Nánníng, znaky 南宁) je městská prefektura v Čínské lidové republice, hlavní město autonomní oblasti Kuang-si.
Celá městská prefektura má rozlohu 22 108 čtverečních kilometrů a v roce 2020 v ní žilo 8,7 milionu obyvatel.
Nan-ning leží na severním břehu řeky Jung-ťiang, hlavního jižního přítoku Si-ťiangu.
Hlavním nanningským letištěm je mezinárodní letiště Nan-ning Wu-sü, které leží přibližně dvaatřicet kilometrů jihozápadně od Nan-ningu u města Wu-sü.

## Administrativní členění
Městská prefektura Nan-ning se člení na dvanáct celků okresní úrovně, a sice sedm městských obvodů, jeden městský okres a čtyři okresy.
| městský obvod · Sing-ning městský obvod · Čching-siou městský obvod · Ťiang-nan městský obvod · Si-siang-tchang městský obvod · Liang-čching městský obvod · Jung-ning městský obvod · Wu-ming městský okres · Cheng-čou okres · Lung-an okres · Ma-šan okres · Šang-lin okres · Pin-jang |          |                       |                    |                                  |
| Název | Název    | Počet obyvatel (2020) | Rozloha km² (2020) | Hustota zalidnění (obyv. na km²) |
| český přepis | znaky    | Počet obyvatel (2020) | Rozloha km² (2020) | Hustota zalidnění (obyv. na km²) |
| Městské obvody |          |                       |                    |                                  |
| Sing-ning | 兴宁区   | 615 485               | 723                | 852                              |
| Čching-siou | 青秀区   | 1 124 334             | 865                | 1 300                            |
| Ťiang-nan | 江南区   | 989 823               | 1 183              | 837                              |
| Si-siang-tchang | 西乡塘区 | 1 643 819             | 1 076              | 1 528                            |
| Liang-čching | 良庆区   | 587 618               | 1 369              | 429                              |
| Jung-ning | 邕宁区   | 332 280               | 1 231              | 270                              |
| Wu-ming | 武鸣区   | 683 826               | 3 389              | 202                              |
| Městský okres |          |                       |                    |                                  |
| Cheng-čou | 横州市   | 896 099               | 3 450              | 260                              |
| Okresy |          |                       |                    |                                  |
| Lung-an | 隆安县   | 325 140               | 2 305              | 141                              |
| Ma-šan | 马山县   | 382 430               | 2 341              | 163                              |
| Šang-lin | 上林县   | 359 323               | 1 871              | 192                              |
| Pin-jang | 宾阳县   | 801 407               | 2 306              | 348                              |
| |          |                       |                    |                                  |
| Celkem | Celkem   | 8 741 584             | 22 108             | 395                              |

## Partnerská města
- Bundaberg, Austrálie (1998)
- Crema, USA (2015)
- Commerce City, USA
- Cupertino, USA (2017)
- Khon Kaen, Thajsko (2001)